# (12187) Lenagoryunova
(12187) Lenagoryunova est un astéroïde de la ceinture principale.

## Description
(12187) Lenagoryunova est un astéroïde de la ceinture principale. Il fut découvert le 11 septembre 1977 à Naoutchnyï par Nikolaï Tchernykh. Il présente une orbite caractérisée par un demi-grand axe de 2,66 UA, une excentricité de 0,24 et une inclinaison de 13,3° par rapport à l'écliptique.

## Compléments